# 망누스 안데르손 (핸드볼 선수)
페르 망누스 안데르손(스웨덴어: Per Magnus Andersson, 1966년 5월 17일~)은 스웨덴의 핸드볼 선수, 지도자로 포지션은 센터백이다. 현재 FC 포르투의 감독을 맡고 있다. 현역 시절에 스웨덴 핸드볼 리그 위주로 선수 생활을 했으며, 스웨덴 핸드볼 국가대표팀의 일원으로서 올림픽에서 은메달 3개(1992, 1996, 2000에서 은메달을 획득했고, 세계 선수권 대회 2회 우승, 유럽 선수권 대회 4회 우승을 달성했다.